# Llacuna (histologia)
En histologia, una llacuna és un espai petit, que conté un osteòcit a l'os, o condròcit al cartílag.

## Os
Les llacunes se situen entre les làmines i consten de diversos espais oblongs. En una secció microscòpica ordinària, vista per la llum transmesa, apareixen com taques opacs fusiformes. Cada llacuna està ocupada durant la vida per una cèl·lula ramificada, denominada osteòcit, cèl·lula òssia o corpuscle ossi. Les llacunes estan connectades entre elles per petits canals anomenats canalícules, conformant el sistema caniculo-lacunar. Una llacuna mai conté més d'un osteòcit. Els sins paranasals són un exemple de llacuna.

## Cartílag
Les cèl·lules del cartílag o condròcits estan continguts en cavitats de la matriu, anomenades llacunes del cartílag; al voltant d'aquests, la matriu es disposa en línies concèntriques com si s'hagués format en porcions successives al voltant de les cèl·lules del cartílag. Això constitueix l'anomenada càpsula de l'espai. Cada llacuna està generalment ocupada per una sola cèl·lula, però durant la divisió de les cèl·lules pot contenir dues, quatre o vuit cèl·lules. Les llacunes es troben entre les fulles estretes de la matriu calcificada que es coneixen com a làmines (/ləˈmɛli/ lə-MEL -ii).